# Championnat de France Nationale 1 de tennis de table 1985-1986
Navigation
Nationale 1 1984-1985 Nationale 1 1986-1987
| \| ES Levallois AS Messine Paris VGA Saint-Maur AC Boulogne-Billancourt \| Localisation des clubs engagés dans le championnat. |
| ES Levallois AS Messine Paris VGA Saint-Maur AC Boulogne-Billancourt                                                           |

Trinité Sports entre dans l'histoire en remportant non seulement son premier championnat mais aussi en devenant le premier club français à inscrire son nom au palmarès d'une Coupe d'Europe. Le club réalise à l'occasion le premier doublé Championnat-Coupe d'Europe. Dans le Championnat Féminin, l'AC Boulogne-Billancourt réalise un retour fracassant dans l'élite en remportant le 13e titre de son histoire (et le 19e toutes sections confondues). L'AL Bruz quitte l'élite après sept belles années dans l'élite, marqué par quatre titres remporté en cinq ans.

## Championnat Féminin
- AC Boulogne-Billancourt (promu puis Champion de France)
- CAM Bordeaux
- ASPTT Lyon
- AS Mulhouse
- Amiens STT
- US Saint-Malo
- PSJ Tinchebray (promu puis relégué)
- AL Bruz (relégué)